# فولفغانغ شوسل
فولفغانغ شوسل (بالألمانية: Wolfgang Schüssel)‏ سياسي نمساوي من حزب الشعب النمساوي (مواليد 7 يونيو 1945). كان مستشارا للنمسا في الفترة بين فبراير 2000 وحتى يناير 2007. ومنذ 2006 صار رئيسا لكتلة نواب حزب الشعب في البرلمان النمساوي إضافة لرئاسته الحزب بن عامي 1995 و2007.
يصنف فولفغانغ شوسل بأنه "محافظ"، كما شغل عدة مناصب منها منصب وزير الشؤون الاقتصادية النمساوي بين عامي 1989 - 1995، نائب مستشار النمسا ووزير الخارجية بين عامي 1995 - 2000، ليصبح لاحقا مستشارا للبلاد بين عامي 2000 - 2007. كما كان رئيسا للمجلس الأوروبي في النصف الأول من 2006.
| المناصب السياسية     | المناصب السياسية                      | المناصب السياسية  |
| -------------------- | ------------------------------------- | ----------------- |
| سبقه ألفريد جوسنباور | مستشار النمسا 2000-02-04 - 2007-01-11 | تبعه فيكتور كليما |

## روابط خارجية
- فولفغانغ شوسل على موقع مونزينجر (الألمانية)
- فولفغانغ شوسل على موقع إن إن دي بي (الإنجليزية)